# Ротундул
Роту́ндул — гора в Українських Карпатах, в масиві Чивчинських гір (частина Мармароського масиву). Розташована в північній частині однойменного хребта Ротундул, в межах Верховинського району Івано-Франківської області, на південний схід від села Буркут.
Висота 1568 м. Вершина незаліснена, схили стрімкі (особливо північно-східні); підніжжя гори поросле лісом. На захід від вершини розташована гора Пір'є (1574 м), на південний захід — гора Коман (1723,6 м). Північні та східні схили гори спускаються в долину річки Чорний Черемош.
Найближчі населені пункти: села Буркут і Сарата.